# Первый министр Франции
Первый министр Франции или, ближе к французским терминам, главный министр государства (фр.principal ministre d'État), или премьер-министр Франции были и неофициальные названия различных должностных лиц, которые получили в различной степени власть над королевством Франции от имени монарха во время старого режима. Должность была, однако, неофициальная и больше не используется. 

## История
Со времён Средневековья король осуществлял управление государством с выбранными им советниками. В XVI веке эта система оформилась в формализованный институт управления — Королевский совет, возглавляемый первым министром государства.
Первый министр государства после установления в Королевстве Франция режима, получившего название Старого порядка, являлся главным советником короля Франции. И название и функции первого министра не являлись официальными, полнотой полномочий обладал король.
Этот период завершился недолго существовавшим режимом первой конституционной монархии во Франции (с 3 сентября 1791 года, с принятия первой конституции Учредительным собранием, по 21 сентября 1792 года). Законодательное собрание после штурма дворца Тюильри временно отстранило короля 11 августа 1792 года, а спустя 10 дней провозгласило республику.

## Список главных министров
| 1-е сословие (духовенство) 2-е сословие (дворянство) 3-е сословие (простолюдины) | 1-е сословие (духовенство) 2-е сословие (дворянство) 3-е сословие (простолюдины) | 1-е сословие (духовенство) 2-е сословие (дворянство) 3-е сословие (простолюдины) | 1-е сословие (духовенство) 2-е сословие (дворянство) 3-е сословие (простолюдины) | 1-е сословие (духовенство) 2-е сословие (дворянство) 3-е сословие (простолюдины) | 1-е сословие (духовенство) 2-е сословие (дворянство) 3-е сословие (простолюдины) | 1-е сословие (духовенство) 2-е сословие (дворянство) 3-е сословие (простолюдины) | 1-е сословие (духовенство) 2-е сословие (дворянство) 3-е сословие (простолюдины) |
| должностное лицо                                                                 | должностное лицо                                                                 | должностное лицо                                                                 | должность                                                                        | годы правления                                                                   | годы правления                                                                   | Сословие                                                                         | король                                                                           |
| -------------------------------------------------------------------------------- | -------------------------------------------------------------------------------- | -------------------------------------------------------------------------------- | -------------------------------------------------------------------------------- | -------------------------------------------------------------------------------- | -------------------------------------------------------------------------------- | -------------------------------------------------------------------------------- | -------------------------------------------------------------------------------- |
| 1                                                                                |                                                                                  | Анн де Монморанси, Барон и лорд Шантийи (1493–1567)                              | гроссмейстер Франции (1526–1558)                                                 | 1 января 1515                                                                    | 1541                                                                             | 2-e                                                                              | Франциск I 1515–1547                                                             |
| 2                                                                                |                                                                                  | Клод д'Аннебо, Барон Рец (1495–1552)                                             | адмирал Франции (1543–1552)                                                      | 1541                                                                             | 31 марта 1547                                                                    | 2-e                                                                              | Франциск I 1515–1547                                                             |
| 3                                                                                |                                                                                  | Анн де Монморанси, Барон и лорд Шантийи (1493–1567)                              | гроссмейстер Франции (1526–1558)                                                 | 1 апреля 1547                                                                    | 10 августа 1557                                                                  | 2-e                                                                              | Генрих II 1547–1559                                                              |
| —                                                                                | —                                                                                | Должность вакантна (абсолютная власть Генриха II)                                | король Франции (1547–1559)                                                       | 11 августа 1557                                                                  | 10 июля 1559                                                                     | —                                                                                | Генрих II 1547–1559                                                              |
| 4                                                                                |                                                                                  | Франсуа, герцог де Гиз (1519–1563)                                               | гроссмейстер Франции (1559–1563)                                                 | 10 июля 1559                                                                     | 5 декабря 1560                                                                   | 2-e                                                                              | Франциск II 1559–1560                                                            |
| 5                                                                                |                                                                                  | Мишель де л’Опиталь (1507–1573)                                                  | канцлер Франции (1560–1573)                                                      | 5 декабря 1560                                                                   | 13 марта 1573 †                                                                  | 3-е                                                                              | Карл IX 1560–1574                                                                |
| 6                                                                                |                                                                                  | кардинал Рене де Бираг (1506–1583)                                               | канцлер Франции (1573–1583)                                                      | 30 мая 1574                                                                      | 24 ноября 1583 †                                                                 | 1-е                                                                              | Генрих III 1574–1589                                                             |
| 7                                                                                |                                                                                  | Филипп Юро, граф Шеверни (1528–1599)                                             | канцлер Франции (1583–1588)                                                      | 24 ноября 1583                                                                   | 12 мая 1588                                                                      | 2-e                                                                              | Генрих III 1574–1589                                                             |
| —                                                                                | —                                                                                | Должность вакантна (абсолютная власть Генриха III)                               | король Франции (1574–1589)                                                       | 12 мая 1588                                                                      | 2 августа 1589                                                                   | —                                                                                | Генрих III 1574–1589                                                             |
| 8                                                                                |                                                                                  | Максимильен де Бетюн, 1-й герцог Сюлли (1560–1641)                               | суперинтендант Франции (1600–1611)                                               | 2 августа 1589                                                                   | 29 января 1611                                                                   | 2-e                                                                              | Генрих IV 1589–1610                                                              |
| 9                                                                                |                                                                                  | Николя де Нёвиль, 1-й маркиз Вильруа (1543–1617)                                 | Государственный секретарь по иностранным делам (1594–1616)                       | 30 января 1611                                                                   | 9 авгкста 1616                                                                   | 2-e                                                                              | Людовик XIII 1610–1643                                                           |
| 10                                                                               |                                                                                  | Кончино Кончини, 1-й маркиз д'Анкр (1575–1617)                                   | маршал Франции (1613–1617)                                                       | 9 августа 1616                                                                   | 24 апреля 1617 †                                                                 | 2-e                                                                              | Людовик XIII 1610–1643                                                           |
| 11                                                                               |                                                                                  | Шарль д'Альбер, 1-й герцог Люин (1578–1621)                                      | Великий сокольничий Франции (1616–1621)                                          | 24 апреля 1617                                                                   | 15 декабря 1621 †                                                                | 2-e                                                                              | Людовик XIII 1610–1643                                                           |
| —                                                                                | —                                                                                | Должность вакантна (абсолютная власть Людовика XIII)                             | король Франции (1610–1643)                                                       | 15 декабря 1621                                                                  | 12 августа 1624                                                                  | —                                                                                | Людовик XIII 1610–1643                                                           |
| 12                                                                               |                                                                                  | кардинал Арман Жан дю Плесси, 1-й герцог Ришельё и Фронсак (1585–1642)           | Государственный секретарь по иностранным и военным делам (1616–1617)             | 12 августа 1624                                                                  | 4 декабря 1642 †                                                                 | 1-е                                                                              | Людовик XIII 1610–1643                                                           |
| 13                                                                               |                                                                                  | кардинал Джулио Мазарини, 1-й герцог Майенн и Ретель (1602–1661)                 | Епископ Меца (1652–1658)                                                         | 5 декабря 1642                                                                   | 9 марта 1661 †                                                                   | 1-е                                                                              | Людовик XIV 1643–1715                                                            |
| 14                                                                               |                                                                                  | Жан-Батист Кольбер (1619–1683)                                                   | Генеральный контролер финансов (1661–1683)                                       | 9 марта 1661                                                                     | 6 сентября 1683 †                                                                | 3-е                                                                              | Людовик XIV 1643–1715                                                            |
| 15                                                                               |                                                                                  | Франсуа-Мишель де Телье, 1-й Маркиз Лавуа (1641–1691)                            | Государственный секретарь по иностранным и королевским делам (1662–1691)         | 7 сентября 1683                                                                  | 16 июля 1691 †                                                                   | 2-e                                                                              | Людовик XIV 1643–1715                                                            |
| —                                                                                | —                                                                                | Должность вакантна (абсолютная власть Людовика XIV)                              | король Франции (1643–1715)                                                       | 17 июля 1691                                                                     | 1 сентября 1715                                                                  | —                                                                                | Людовик XIV 1643–1715                                                            |
| 16                                                                               |                                                                                  | кардинал Гийом Дюбуа (1656–1723)                                                 | Государственный секретарь по иностранным делам (1718–1723)                       | 12 сентября 1715                                                                 | 10 августа 1723 †                                                                | 1-е                                                                              | Людовик XV 1715–1774                                                             |
| 17                                                                               |                                                                                  | Филипп II, 13-й герцог Орлеанский (1674–1723)                                    | регент Королевства (1715–1723)                                                   | 10 августа 1723                                                                  | 2 декабря 1723 †                                                                 | 2-e                                                                              | Людовик XV 1715–1774                                                             |
| 18                                                                               |                                                                                  | Луи Анри, 7-й Принц Конде (1692–1740)                                            | гроссмейстер Франции (1710–1740)                                                 | 2 декабря 1723                                                                   | 11 июня 1726                                                                     | 2-e                                                                              | Людовик XV 1715–1774                                                             |
| 19                                                                               |                                                                                  | кардинал Андре-Эркюль де Флери (1653–1743)                                       | епископ Фрежюс (1699–1715)                                                       | 11 июня 1726                                                                     | 29 января 1743 †                                                                 | 1-е                                                                              | Людовик XV 1715–1774                                                             |
| —                                                                                | —                                                                                | Должность вакантна (абсолютная власть Людовика XV)                               | король Франции (1715–1774)                                                       | 29 января 1743                                                                   | 3 декабря 1758                                                                   | —                                                                                | Людовик XV 1715–1774                                                             |
| 20                                                                               |                                                                                  | Этьен Франсуа де Шуазель 1-й герцог Шуазель (1719–1785)                          | Государственный секретарь по иностранным и военным делам (1761–1770)             | 3 декабря 1758                                                                   | 24 декабря 1770                                                                  | 2-e                                                                              | Людовик XV 1715–1774                                                             |
| 21                                                                               |                                                                                  | Рене Никола де Мопу (1714–1792)                                                  | канцлер Франции (1768–1774)                                                      | 25 декабря 1770                                                                  | 23 августа 1774                                                                  | 2-e                                                                              | Людовик XV 1715–1774                                                             |
| 22                                                                               |                                                                                  | Анн Робер Жак Тюрго (1727–1781)                                                  | Генеральный контролер финансов (1774–1776)                                       | 24 августа 1774                                                                  | 12 мая 1776                                                                      | 3-е                                                                              | Людовик XVI 1774–1792                                                            |
| 23                                                                               |                                                                                  | Жан-Фредерик Фелипо, 3-й граф Морепа (1701–1781)                                 | государственный министр (1776–1781)                                              | 14 мая 1776                                                                      | 21 ноября 1781 †                                                                 | благородный                                                                      | Людовик XVI 1774–1792                                                            |
| 24                                                                               |                                                                                  | Шарль Гравье, граф Вердженн (1717–1787)                                          | Государственный секретарь по иностранным делам (1774–1787)                       | 21 ноября 1781                                                                   | 13 февраля 1787 †                                                                | 2-e                                                                              | Людовик XVI 1774–1792                                                            |
| 25                                                                               |                                                                                  | архиепископ Этьенн Шарль де Ломени де Бриенн (1727–1794)                         | архиепископ Тулузы (1763–1788)                                                   | 1 мая 1787                                                                       | 25 августа 1788                                                                  | 1-е                                                                              | Людовик XVI 1774–1792                                                            |
| 26                                                                               |                                                                                  | Жак Неккер (1732–1804)                                                           | Генеральный контролер финансов (1777–1781/1788–1789)                             | 25 августа 1788                                                                  | 11 июля 1789                                                                     | 3-е                                                                              | Людовик XVI 1774–1792                                                            |
| 27                                                                               |                                                                                  | Луи Огюст де Бретейль, Барон Бретей (1730–1807)                                  | Министр королевского двора Франции (1783–1788)                                   | 11 июля 1789                                                                     | 16 июля 1789                                                                     | 2-e                                                                              | Людовик XVI 1774–1792                                                            |
| 28                                                                               |                                                                                  | Жак Неккер (1732–1804)                                                           | Генеральный контролер финансов (1777–1781/1788–1789)                             | 16 июля 1789                                                                     | 3 сентября 1790                                                                  | 3-е                                                                              | Людовик XVI 1774–1792                                                            |
| 29                                                                               |                                                                                  | Арман-Марк, граф Монморэн и Сант-Эрем (1745–1792)                                | Государственный секретарь по иностранным делам (1787–1789)                       | 3 сентября 1790                                                                  | 3 сентября 1791                                                                  | 2-e                                                                              | Людовик XVI 1774–1792                                                            |
| —                                                                                | —                                                                                | Конституционный кабинет (создан путем Законодательного Собрания)                 | —                                                                                | 3 сентября 1791                                                                  | 21 сентября 1792                                                                 | —                                                                                | Людовик XVI 1774–1792                                                            |

После 10 августа 1792 г. Людовик XVI и его семья были заключены в тюрьму. Однако, после падения первой империи в 1814 году, "главные министры" представляют собой монархии до полного восстановления. Позиция окончательно закончилась только созданием должности "председателя Совета Министров" в 1815 году.
| Как премьер-министры                      | Как премьер-министры | Как премьер-министры                                     | Как премьер-министры                           | Как премьер-министры | Как премьер-министры | Как премьер-министры     | Как премьер-министры                      | Как премьер-министры      |
| портрет                                   | портрет | имя (рождение–смерть)                                    | должность                                      | годы правления       | годы правления       | партия                   | правительство                             | король                    |
| ----------------------------------------- | --- | -------------------------------------------------------- | ---------------------------------------------- | -------------------- | -------------------- | ------------------------ | ----------------------------------------- | ------------------------- |
| 1                                         | | Шарль Морис, князь Талейран (1754–1838)                  | министр иностранных дел (1799–1807)            | 1 апреля 1814        | 2 мая 1814           | беспартийный             | Временное правительство Франции 1814 года | Людовик XVIII (1814–1815) |
| 1                                         | Создание Устава 1814. Наполеон сослан на Эльбу. Талейран был удалён Людовиком XVIII после его прибытия из Англии, из-за его Бонапартистского прошлого. | Шарль Морис, князь Талейран (1754–1838)                  | министр иностранных дел (1799–1807)            |                      |                      |                          |                                           | Людовик XVIII (1814–1815) |
| 2                                         | | Пьер-Луи, граф Блака (1771–1839)                         | Министр королевского двора Франции (1814–1815) | 2 мая 1814           | 8 июля 1815          | легитимист               | Правительство первой реставрации Бурбонов | Людовик XVIII (1814–1815) |
| 2                                         | Из-за неуверенности Людовика XVIII в Талейране он назначил главным министром Пьер Луи Блака д’О. Несмотря на то, Талейран был посланником Венского Конгресса. Меттерних тайно хотел вести переговоры с Людовиком XVIII и Блака. Бежал с семьей в Гент в течение ста дней. После возвращения в Париж, он был уволен и отправить в качестве посла в королевство обеих Сицилий. | Пьер-Луи, граф Блака (1771–1839)                         | Министр королевского двора Франции (1814–1815) |                      |                      |                          |                                           | Людовик XVIII (1814–1815) |
| Сто дней Наполеона 20 марта — 7 июля 1815 | |                                                          |                                                |                      |                      |                          |                                           |                           |
| 3                                         | | Арман-Эммануэль дю Плесси, герцог де Ришельё (1766–1822) | министр иностранных дел (1815–1818)            | 26 сентября 1815     | 29 декабря 1818      | беспартийный             | Правительство первой реставрации Бурбонов | Людовик XVIII (1814–1815) |
| 4                                         | | Жан Жозеф Поль Огюстен, маркиз Дессоль                   | -                                              | 29 декабря 1818      | 19 ноября 1819       | Доктринёры               | Правительство первой реставрации Бурбонов | Людовик XVIII (1814–1815) |
| 5                                         | | Эли Деказ, герцог Деказ и де Глюксберг                   | министр внутренних дел (1818–1820)             | 19 ноября 1819       | 20 февраля 1820      | Конституционная монархия | Правительство первой реставрации Бурбонов | Людовик XVIII (1814–1815) |
| 6                                         | | Арман-Эммануэль дю Плесси, герцог де Ришельё (1766–1822) | министр иностранных дел (1815–1818)            | 20 февраля 1820      | 14 декабря 1821      | беспартийный             | Правительство первой реставрации Бурбонов | Людовик XVIII (1814–1815) |